# USS LST-772
O USS LST-772 foi um navio de guerra norte-americano da classe LST que operou durante a Segunda Guerra Mundial.